# Тупик (фильм, 2021)
«Тупик» (англ. Deadlock) — американский боевик режиссёра Джареда Кона. В США фильм вышел 3 декабря 2021 года в ограниченном прокате. В России фильм вышел в онлайн-кинотеатрах 20 августа 2022 года.

## Сюжет
Разыскиваемый преступник Рон Уитлок возглавляет команду наёмников, чтобы отомстить. Убежденный, что местные детективы несут ответственность за смерть одного из его сыновей и неправомерное тюремное заключение другого за неудачный арест с наркотиками. Безжалостная группа жёстко захватывает плотину гидроэлектростанции и держит всех внутри в заложниках. Поскольку соседний город находится на грани масштабного наводнения и разрушения, отставной армейский рейнджер Мак Карр должен спасти тысячи невинных жизней, пока не стало слишком поздно.

## В ролях
- Патрик Малдун — Мак Карр
- Брюс Уиллис — Рон Уитлок
- Мэттью Марсден — Бун
- Майкл Деворзон — Смит
- Стивен Сефер — Гейтор
- Ава Палома — София
- Келси Роуз — Паула Фулбрайт
- Дуглас С. Мэтьюз — Томми Блейлок
- Келли Рейтер — Эми Рейкстроу
- Джонни Месснер — Крэнбрук
- Билли Джек Харлоу — Декер
- Крис Кливлэнд — детектив Фулбрайт
- Сэм Джордан — детектив Кейн

## Производство
Съёмки завершились в Джорджии в феврале 2021 года.